# Нижнекуюкское сельское поселение
Нижнекуюкское се́льское поселе́ние — муниципальное образование в Атнинском районе Татарстана Российской Федерации.
Административный центр — село Нижний Куюк.

## История
Статус и границы сельского поселения установлены Законом Республики Татарстан от 31 января 2005 года № 15-ЗРТ «Об установлении границ территорий и статусе муниципального образования "Атнинский муниципальный район" и муниципальных образований в его составе».

## Население
| 2010 | 2011 | 2012 | 2013 | 2014 | 2015 | 2016 |
| ---- | ---- | ---- | ---- | ---- | ---- | ---- |
| 678  | ↘677 | ↘658 | ↘650 | ↘642 | ↘627 | ↘619 |
| 2017 | 2018 |      |      |      |      |      |
| ↗620 | ↘614 |      |      |      |      |      |

## Состав сельского поселения
| № | Населённый пункт | Тип населённого пункта       | Население |
| - | ---------------- | ---------------------------- | --------- |
| 1 | Атамыш           | село                         |           |
| 2 | Верхний Куюк     | село                         |           |
| 3 | Нижний Куюк      | село, административный центр |           |
| 4 | Новый Шимбер     | деревня                      |           |
| 5 | Старый Шимбер    | деревня                      |           |